# Rhaphium calcaratum
Rhaphium calcaratum är en tvåvingeart som beskrevs av Van Duzee 1928. Rhaphium calcaratum ingår i släktet Rhaphium och familjen styltflugor. Inga underarter finns listade i Catalogue of Life.